# Dubrau (Vetschau/Spreewald)

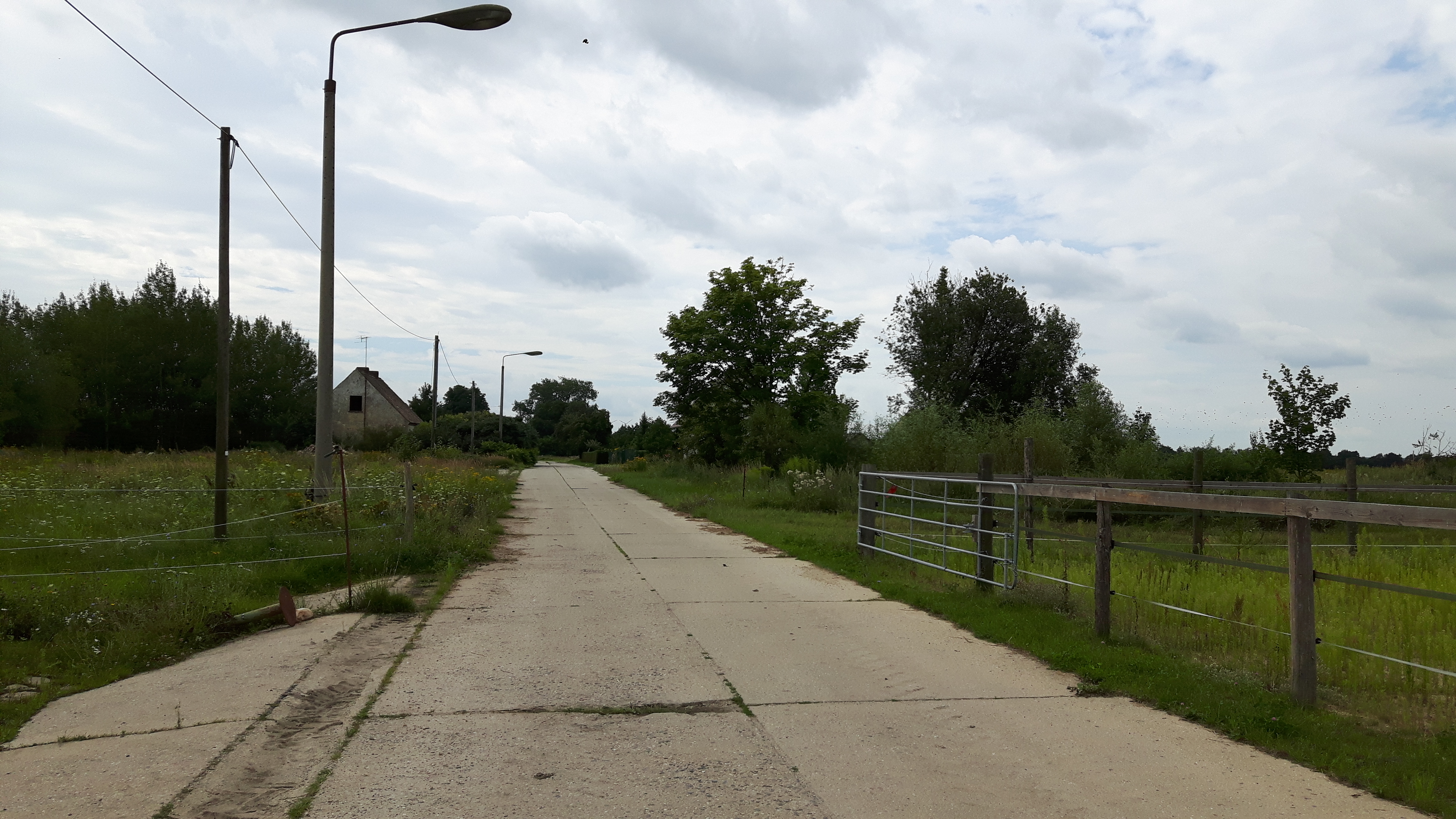
Dubrau

Dubrau, niedersorbisch Dubrawa, ist ein Wohnplatz im Ortsteil Koßwig der Stadt Vetschau/Spreewald im Landkreis Oberspreewald-Lausitz. Der Ort wurde im Jahr 1988 zugunsten des Braunkohletagebaus Seese-Ost fast vollständig devastiert, 94 Einwohner mussten umgesiedelt werden.  Der Ort gehörte zuletzt zur Gemeinde Koßwig.

## Lage

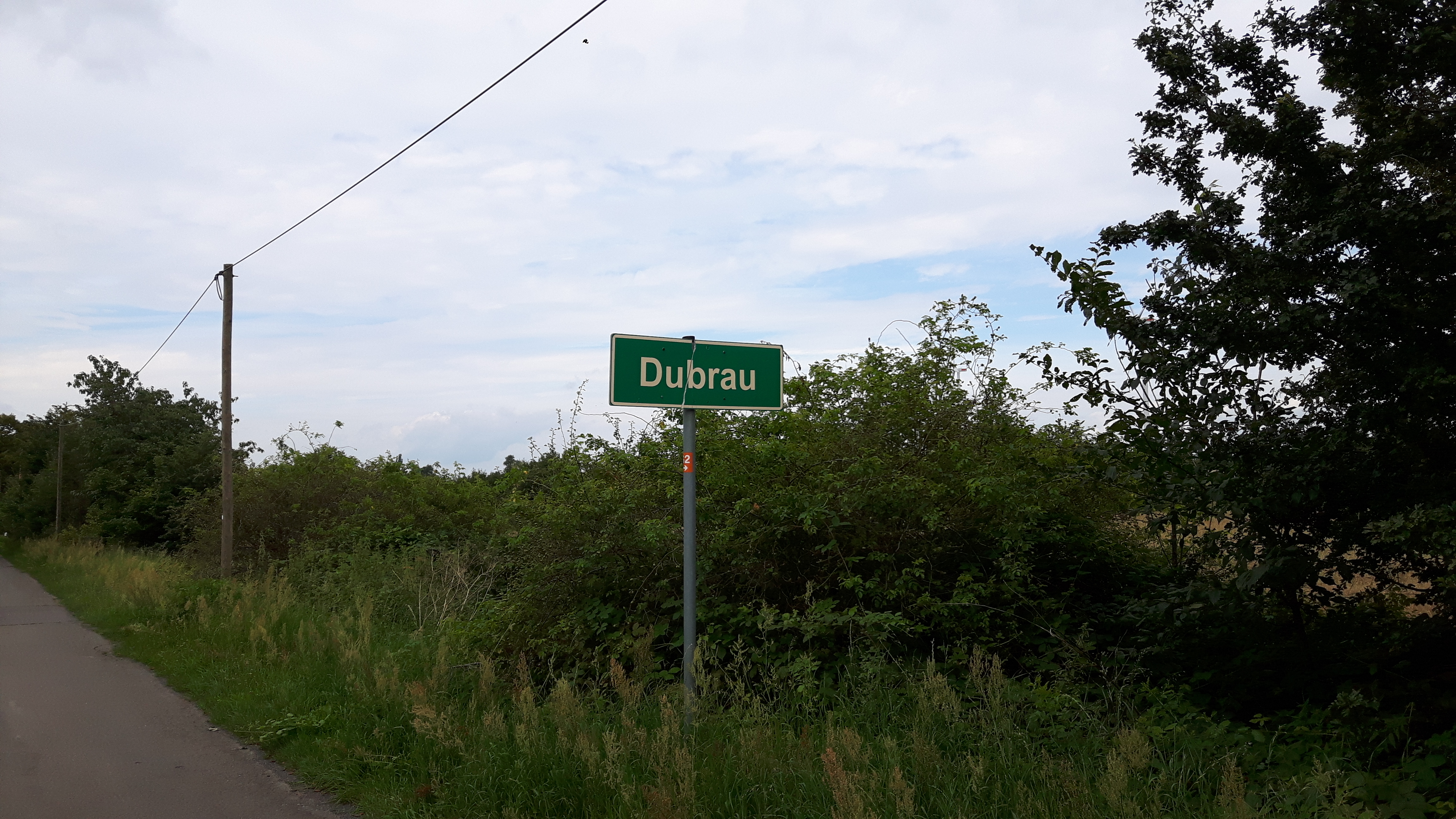
Altes Ortsschild von Dubrau

Die Wüstung Dubrau liegt in der Niederlausitz, südlich des ehemaligen Tagebaus Seese-Ost. Benachbarte Ortschaften sind Groß Lübbenau im Norden, Raddusch und Göritz im Nordosten, Belten im Osten, Koßwig im Südosten, Kalkwitz im Süden, Mlode im Südwesten sowie Bischdorf im Westen.
Durch Dubrau führt die Kreisstraße 6628 von Vetschau nach Bischdorf. Durch Dubrau führt der Ilse Bergbau-Radweg.
Nördlich von Dubrau liegt der Bischdorfer See.

## Geschichte

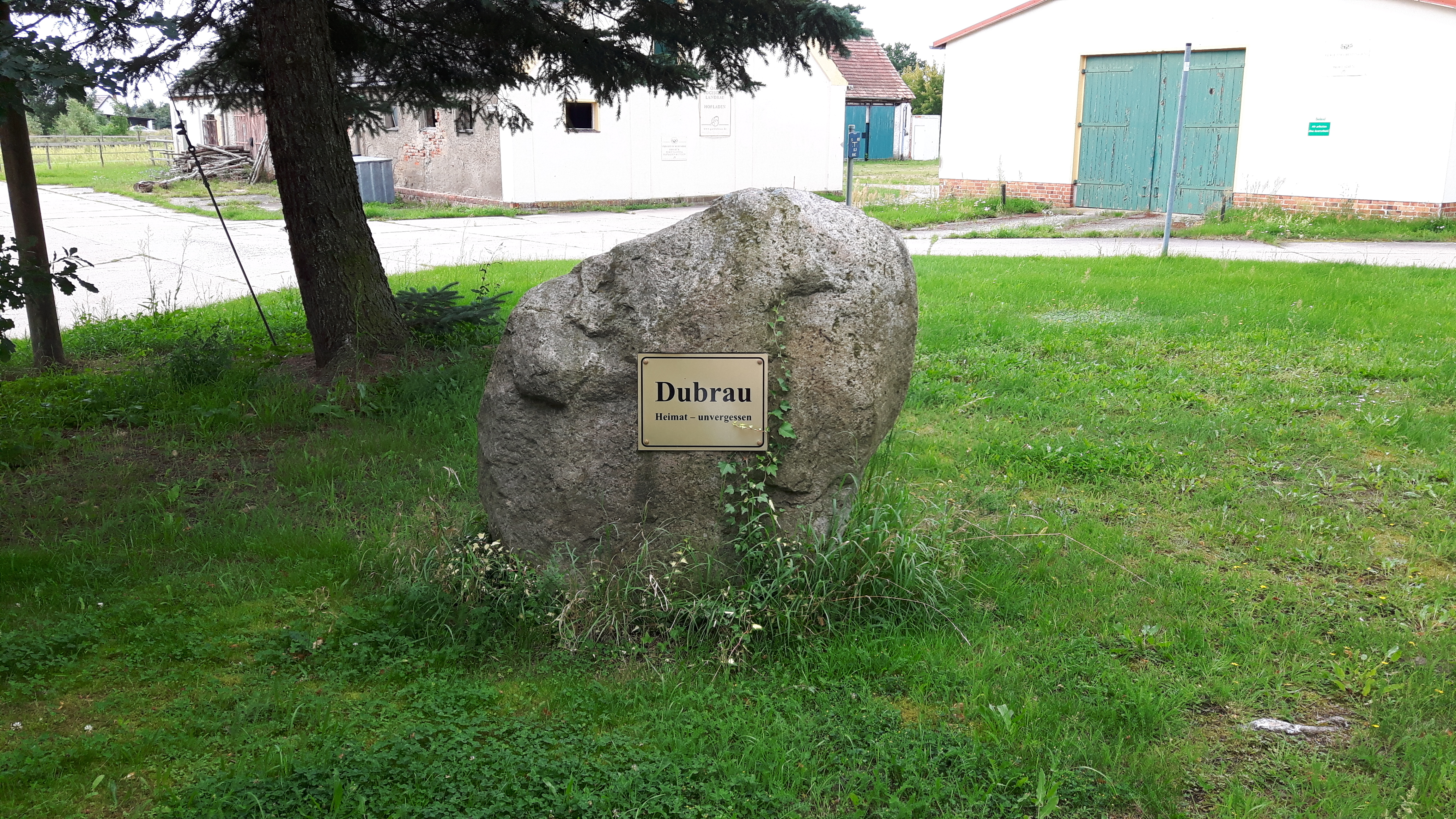
Gedenkstein an Stelle des ehemaligen Dorfplatzes

Das Gut Dubrau wurde im Jahr 1460 erstmals urkundlich erwähnt und gehörte zum Besitz der Familie von Köckritz. Für 1527 ist der Ortsname Dubraw und für 1591 Duberaw überliefert. 1598 wurde das Dorf an die Adelsfamilie von Schlieben verkauft, die Dubrau bis 1708 in ihrem Besitz hatte. Im Jahr 1797 kam das Gut in Besitz der Familie zu Lynar und wurde somit Teil der Herrschaft Lübbenau. Nach dem 1879 publizierten Generaladressbuch der brandenburgischen Rittergutsbesitzer gehörten zum kreistagsfähigen Rittergut Dubrau 361 ha, davon 59 ha Wald. Vor dem Ersten Weltkrieg umfasste die Größe des Rittergutes Dubrau 351 ha. Dazu gehörten das Vorwerk Kahnsdorf mit 67 ha sowie Vorwerk Kalkwitz mit 262 ha. Nach dem Zweiten Weltkrieg wurde die Familie zu Lynar enteignet. 
Dubrau liegt im früheren Lausitzer Braunkohlerevier und wurde 1988 Tagebaus Seese-Ost bis auf das Gutshaus und ein weiteres Wohngebäude devastiert. Das Gutshaus wurde 1996 umfangreichen Sanierungsarbeiten unterzogen.
Nach dem Wiener Kongress kam Dubrau zusammen mit der gesamten Niederlausitz an das Königreich Preußen. Am 1. Juli 1950 kam Dubrau zum Kreis Lübben. Am 25. Juli 1952 wurde Dubrau dem neu gebildeten Kreis Calau im Bezirk Cottbus zugeteilt. Am 1. Oktober 1966 wurde Dubrau in die Gemeinde Koßwig eingemeindet. Als Teil von Koßwig gehörte Dubrau nach der Wende vom 21. Juli 1992 bis zum 25. Oktober 2003 zum Amt Vetschau und wurde am 26. Oktober 2003 ein Teil der Stadt Vetschau/Spreewald.

## Nachweise
1. ↑  Dubrau/Dubrawa im Archiv verschwundener Orte. Abgerufen am 2. April 2017.
2. ↑  Interessantes zu Dubrau. In: niederlausitzer-kreisel.de. Archiviert vom Original am 24. März 2009; abgerufen am 2. Mai 2019.
3. ↑  P. Ellerholz, H. Lodemann, H. von Wedell: General-Adressbuch der Ritterguts- und Gutsbesitzer im Deutschen Reiche. 1. Band: Das Königreich Preussen, Lfg. 1: Die Provinz Brandenburg. Nicolaische Verlags-Buchhandlung R. Stricker, Berlin 1879, S. 32–39, doi:10.18452/377 (hu-berlin.de [abgerufen am 9. Dezember 2021]).
4. ↑  Ernst Seyfert: Niekammer`s Güter Adressbücher VII. Güter-Adreßbuch für die Provinz Brandenburg. 1914. Verzeichnis sämtlicher Rittergüter, Güter und größeren Bauernhöfe der Provinz mit Angabe der Guts-Eigenschaft, des Grundsteuer-Reinertrages, der Gesamtfläche und des Flächeninhalts der einzelnen Kulturen. In: Handbuch der Königlichen Behörden. Mit Unterstützung vieler Behörden nach amtlichen Quellen und auf Grund direkter Angaben bearbeitet. 2. Auflage. VII der Reihe von Paul Niekammer, Kreis Calau. Reichenbach`sche Verlagsbuchhandlung, Leipzig 1914, S. 228–229 (martin-opitz-bibliothek.de [abgerufen am 9. Dezember 2021]).
5. ↑  Gut Dubrau. Abgerufen am 2. April 2017.
6. ↑  Dubrau in der Datenbank des Vereins für Computergenealogie. Abgerufen am 2. April 2017.